# 반딧불이 정원
반딧불이 정원(Fireflies in the Garden)은 2008년 개봉한 미국의 드라마 영화이다.
현재를 배경으로 한 이 영화는 3세대 가족을 중심으로 어린 시절의 수많은 회상을 사용하며, 지배적인 찰스와 그의 아들 마이클, 처제인 제인 사이의 관계에 초점을 맞춘다. 가족 상봉으로 가던 길에 일어난 교통사고와 이어지는 장례식은 마이클이 가족의 내면 생활과 일, 그리고 화해의 길에 대해 더 많이 알게 되는 계기가 되었다.

## 줄거리
영화는 현재를 배경으로, 과거 회상 장면들을 통해 3대에 걸친 가족의 이야기를 다룬다. 특히 권위적인 아버지 찰스와 그의 아들 마이클, 그리고 처제 제인 사이의 복잡한 관계가 중심축이다.
성공한 작가인 마이클과 교수인 아버지 찰스는 어릴 적부터 팽팽한 긴장 관계를 유지해왔다. 어린 시절, 마이클은 아버지의 엄격함에 반항하며 거짓말을 하고, 찰스는 그런 아들을 가혹하게 벌한다. 한편, 찰스의 아내 리사의 여동생인 제인은 어릴 때부터 마이클과 가까웠고, 아버지의 권위에 맞서 마이클의 편에 선다. 시간이 흐르면서 가족 내 갈등은 심화되고, 결국 마이클은 아버지에게 폭력적으로 대항하기까지 한다.
현재 시점에서, 가족 모임에 가던 중 찰스와 리사는 교통사고를 당하고, 리사는 사망하고 찰스는 중상을 입는다. 이 사고를 계기로 마이클은 가족의 숨겨진 진실들을 발견하게 된다. 그는 제인의 아이들에게 어릴 적 제인과 함께 했던 것처럼 장난을 치며 위로하려 하지만, 오히려 찰스의 분노를 산다. 장례식 중에 마이클은 술에 취한 전처 켈리와 잠자리를 갖는 등 부적절한 행동을 하고, 리사가 생전에 교수와 불륜 관계였으며 찰스를 떠나려 했다는 사실을 알게 된다. 또한, 켈리가 임신했다는 사실도 알게 된다.
마이클은 어린 시절의 경험을 바탕으로 책을 쓰지만, 그 책에는 아버지의 성추행 사실, 아버지의 슬픔, 그리고 임신으로 인한 자신의 기쁨과 같은 가족의 비밀들이 담겨 있었다. 하지만 마이클은 결국 아버지에게 상처를 주고 싶지 않아 원고를 파기한다.
결국 마이클은 켈리와 재결합하고 그녀의 임신 소식을 가족에게 알린다. 아기 이름을 논의하는 자리에서, 마이클은 리사가 딸의 이름으로 하려 했던 '맥스'를 아기 이름으로 언급하며 영화는 마무리된다.

## 출연
- 줄리아 로버츠 - 리사 테일러
- 라이언 레이놀즈 - 마이클 테일러
  - 케이든 보이드 (아역)
- 윌럼 더포 - 찰스 테일러
- 에밀리 왓슨 - 제인 로런스
  - 헤이든 패네티어 (아역)
- 캐리앤 모스 - 켈리 핸슨
- 섀넌 루치오 - 라인 테일러
- 요안 그리피드 - 애디슨
- 체이스 엘리슨 - 크리스토퍼
- 브루클린 프룰 - 레슬리